# Lonicera fragrantissima
Lonicera fragrantissima là một loài thực vật có hoa trong họ Kim ngân. Loài này được Lindl. & Paxton mô tả khoa học đầu tiên năm 1852.

## Hình ảnh

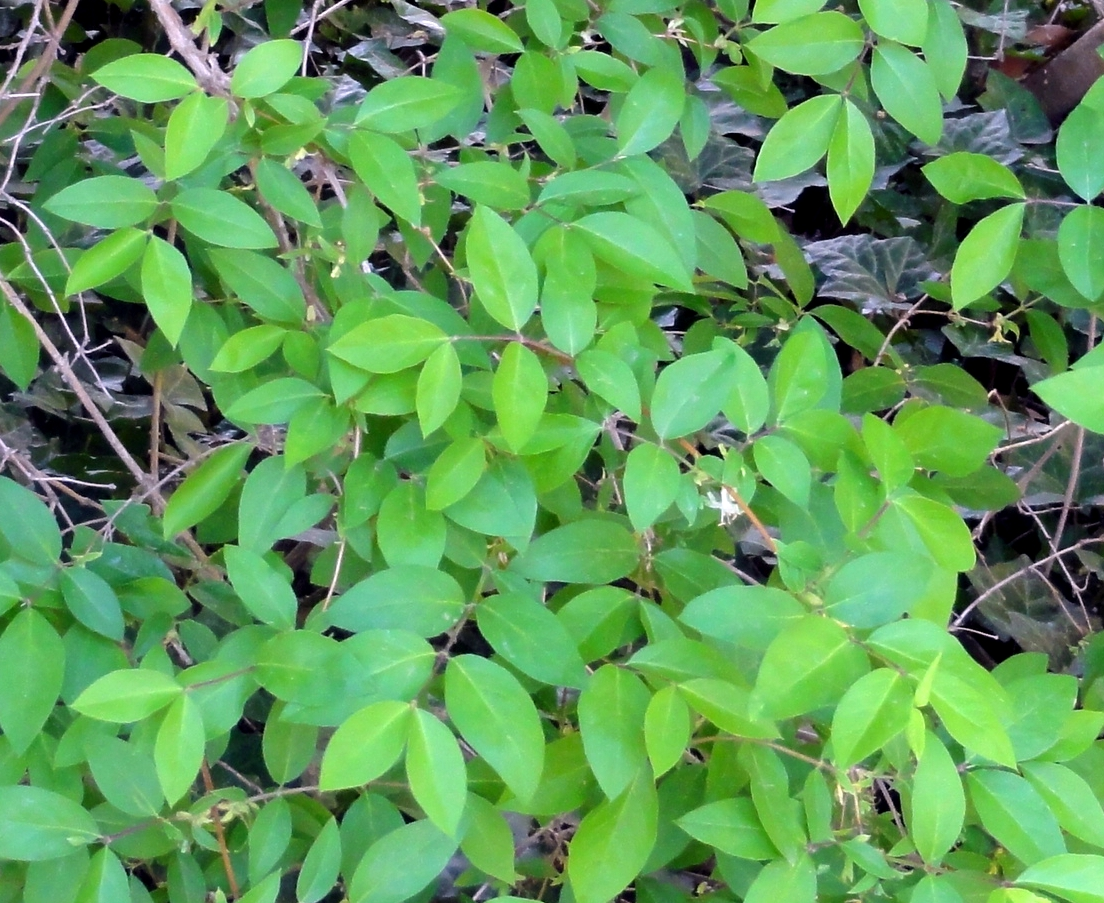
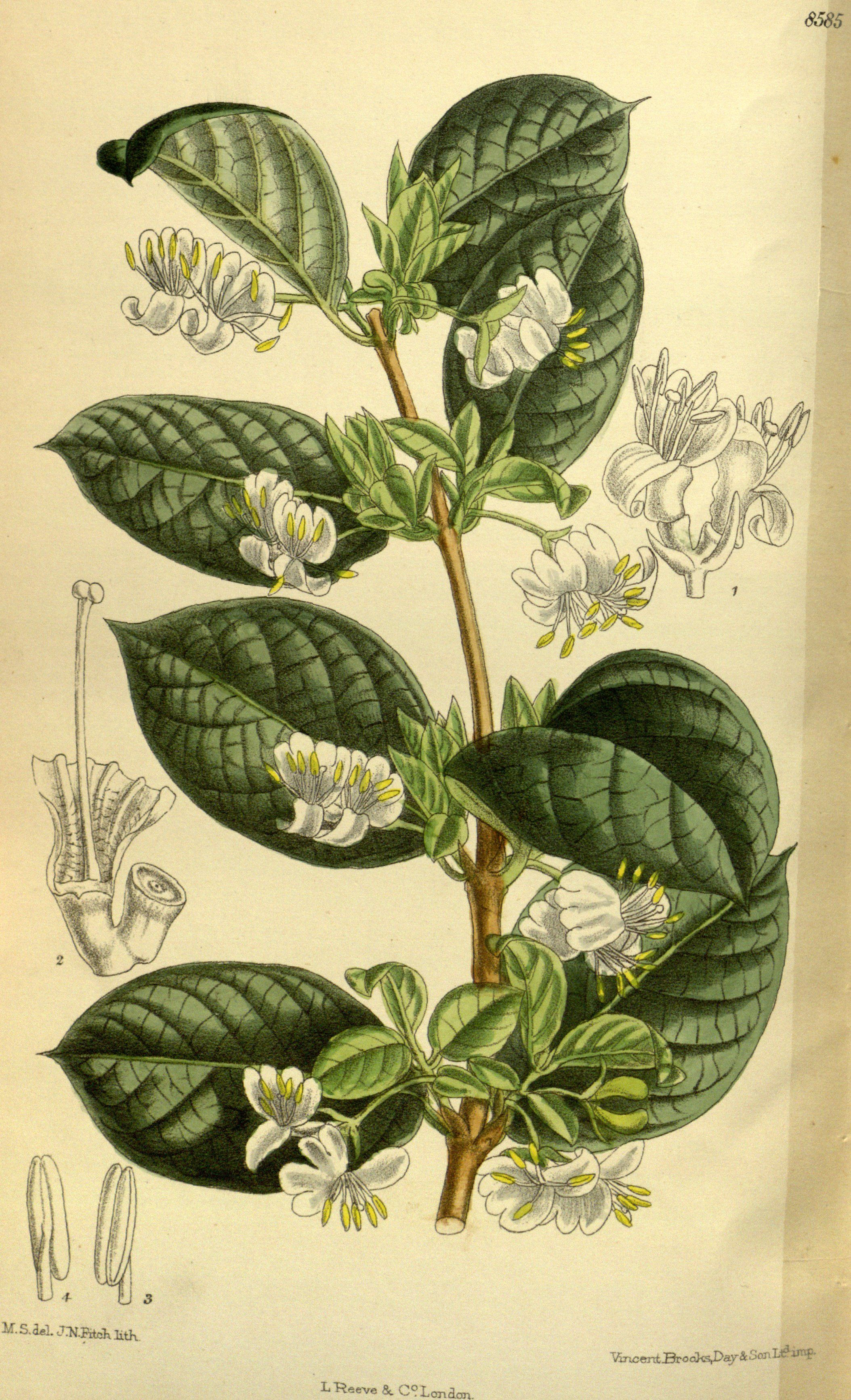
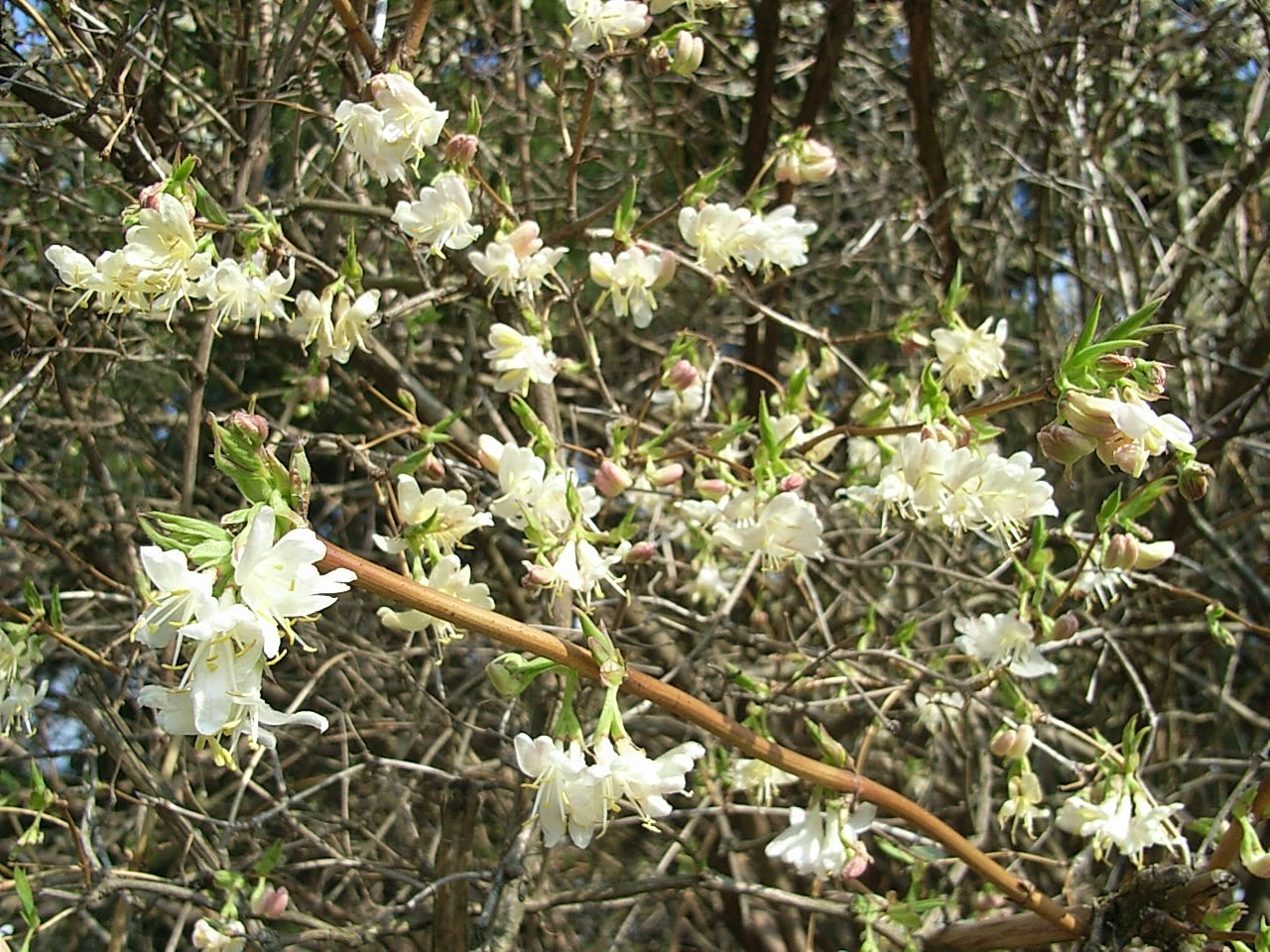
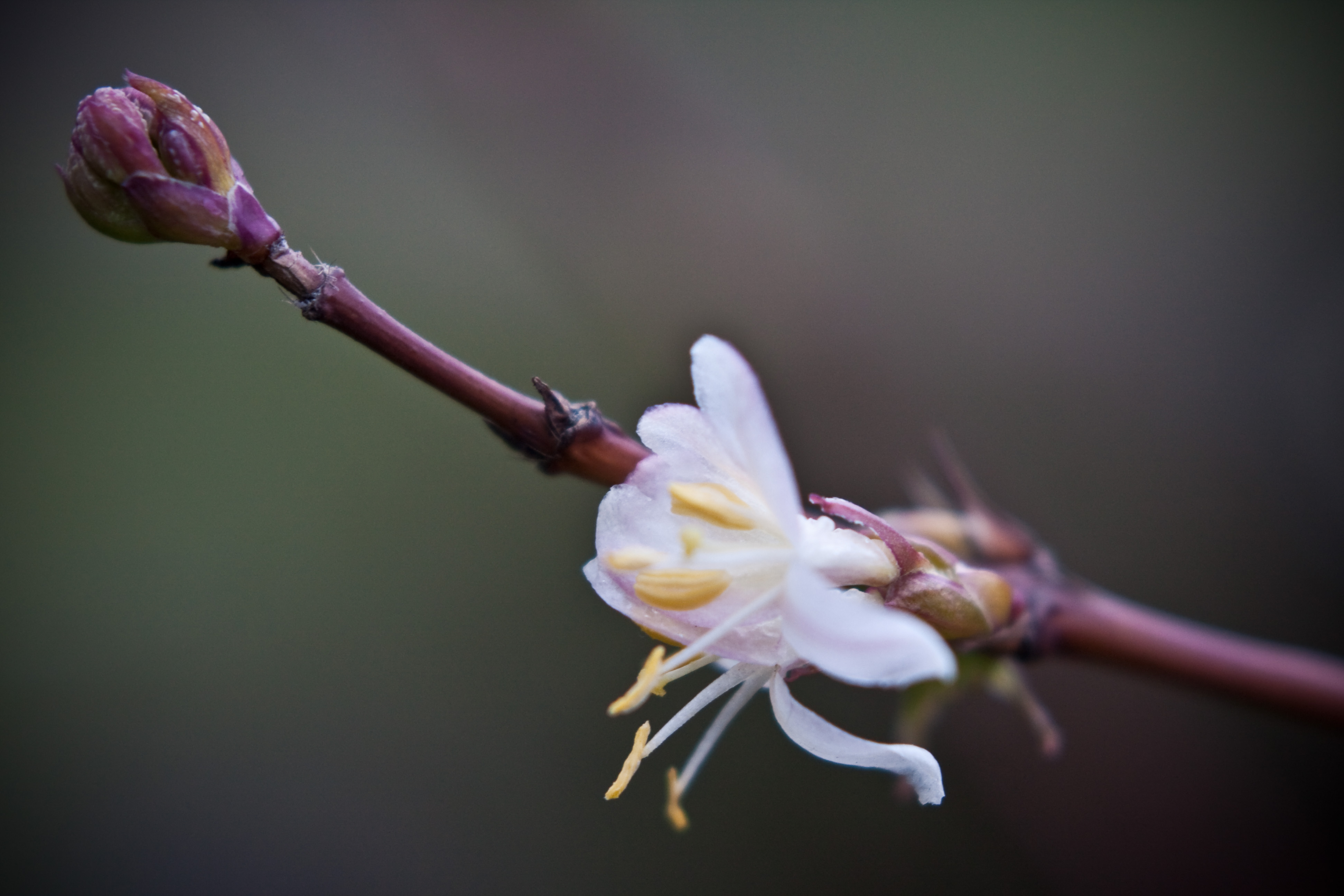